# Air-Ontario-Flug 1363
Air-Ontario-Flug 1363 war ein geplanter Passagierflug der Air Ontario, der in der Nähe von Dryden, Ontario, am 10. März 1989 kurz nach dem Start am Flughafen Dryden Regional abstürzte. Das Flugzeug war eine Fokker F28 Fellowship. Wegen zu viel Eis und Schnee auf den Tragflächen konnte die Maschine nicht genügend Höhe erreichen, streifte Bäume hinter der Landebahn und stürzte nach nur 49 Sekunden ab. Der Flug war auf dem Weg von Thunder Bay nach Winnipeg mit einem Zwischenstopp in Dryden, wo das Flugzeug kurz nach dem Start abstürzte. Der Unfall forderte das Leben von 21 der 65 Passagiere und 3 der 4 Besatzungsmitglieder an Bord, einschließlich der beiden Piloten.
Ein ähnlicher Unfall geschah 1992, als eine Fokker F28-4000 der USAir in der Flushing Bay beim Start am New Yorker Flughafen LaGuardia abstürzte, nachdem sich während des Rollens Eis auf den Tragflächen angesammelt hatte.

## Flugzeug und Besatzung
Die Fokker F28-1000 wurde 1972 hergestellt und war seit 1973 in Betrieb. Das Flugzeug wurde von Air Ontario seit November 1987 benutzt. Es war eine von zwei F28-1000, die von der Fluggesellschaft betrieben wurden.
Der Flug war unter dem Kommando von George John Morwood (52). Er war ein erfahrener Kapitän, der seit etwa 34 Jahren flog und rund 24.100 Flugstunden absolviert hatte. Sein erster Offizier war Keith Mills (35). Mills war auch ein erfahrener Pilot, der mehr als 10.000 Stunden Flugzeit hinter sich hatte. Beide Piloten waren neu auf der F28-1000 und hatten weniger als 150 Stunden auf diesem Flugzeugtyp.
In der Kabine waren die Flugbegleiterinnen Katherine Say und Sonia Hartwick eingesetzt. Say arbeitete seit zehn Jahren für Air Ontario, Hartwick zweieinhalb – sie überlebte als einziges Mitglied der Besatzung.

## Untersuchungen
Die Untersuchung ergab, dass die unbenutzbare Auxiliary Power Unit (APU) und das Fehlen eines externen Stromaggregats am Flughafen Dryden Regional zu dem Unfall von Flug 1363 beigetragen haben. Wenn die Triebwerke ausgeschaltet worden wären, hätten sie aufgrund der nicht funktionierenden APU nicht wieder gestartet werden können. Deshalb wurde ein Triebwerk während des Aufenthaltes in Dryden in Betrieb gelassen. Da an diesem Tag Schnee fiel, sammelte sich eine Schicht von 0,6–1,3 Zentimetern Schnee auf den Tragflächen. Die Tragflächen mussten enteist werden, was aber bei der Fokker F28 nicht möglich war, da sonst giftige Dämpfe über den Motor in die Flugzeugkabine gelangt wären. Der Kapitän entschied sich daher gegen die Enteisung. Zu diesem Zeitpunkt waren die Anweisungen der Fluglinien unklar, die Entscheidung für den Kapitän war jedoch sehr schwierig. Das Triebwerk der Maschine musste auch während des Betankens laufen, während die Passagiere an Bord blieben. Das Verlassen und das Einsteigen hätte zu viel Zeit in Anspruch genommen, und je länger die Maschine am Boden blieb, desto notwendiger wurde die Enteisung. Um nicht länger die Ferienpläne der Passagiere in Gefahr zu bringen, entschied Kapitän Moorwood schließlich, auch das andere Triebwerk anzulassen und zu starten. Das Laufenlassen des Triebwerks war damals vom Transportation Safety Board of Canada noch nicht verboten worden und somit akzeptabel.

## Ergebnis
Die Unfalluntersuchung wurde von Virgil P. Moshansky durchgeführt. Sein Bericht zeigte, dass der Wettbewerbsdruck, der durch die kommerzielle Deregulierung verursacht wurde, viele Fluggesellschaften dazu verleitete, schlampige Praktiken und fragwürdige Verhalten der Piloten stillschweigend zu dulden. Dieses Vorgehen brachte die Luftfahrtbranche in der Folgezeit in eine schwierige Situation. Der Bericht stellte ebenfalls klar, dass Flugzeuge nicht an einem Flughafen aufgetankt werden sollen, der über keine ordnungsgemäße Ausrüstung verfügt, und die Handbücher der Piloten diese auf die Gefahr einer fehlenden Enteisung hinweisen sollen. Moshansky beschuldigte das Transportation Safety Board of Canada, dass Air Ontario seine Flotte mit komplizierten Flugzeugen vergrößern konnte, ohne die Mängel ihrer bisherigen Flugzeuge erkannt zu haben.

Nach dem Absturz der Fokker F28 wurden viele Änderungen der Vorschriften bei der Transportation Safety Board of Canada vorgenommen. Dazu gehörten neue Verfahren zum Auftanken sowie zu einer allgemeinen Verbesserung der Sicherheitsprozedur für die zukünftigen Flüge in Kanada. Insbesondere wurden neue Enteisungsmittel hergestellt, verstärkt wird heute Typ-II-Flüssigkeit verwendet. Diese Mischung enthält Polymerisationsmittel, die den Enteisungseffekt länger andauern lassen.

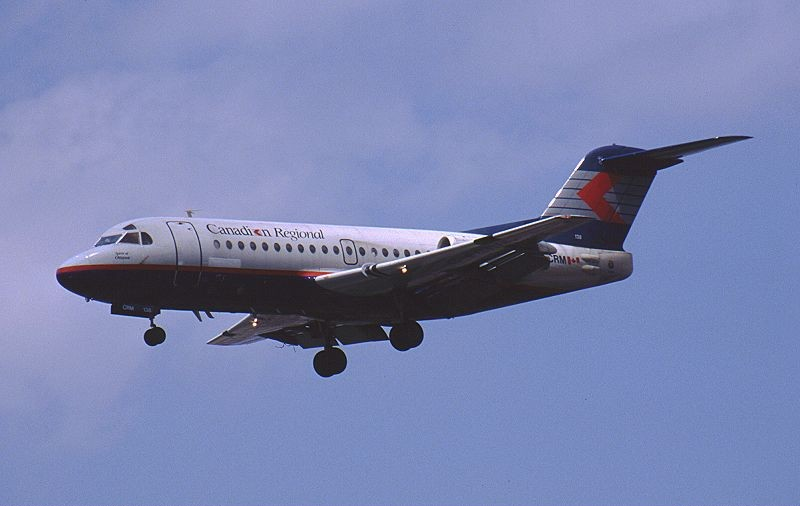
Eine baugleiche Fokker F28 der Canadian Regional Airlines

## Denkmal
Ein Denkmal befindet sich bei der MacArthur Road (49° 50′ 11,9″ N, 92° 45′ 59,7″ W).